# Khu Croydon của Luân Đôn
Khu Croydon của Luân Đôn (tiếng Anh: London Borough of Croydon) là một khu tự quản Luân Đôn thuộc Nam Luân Đôn, Anh, và tạo thành một phần của vùng Ngoại Luân Đôn. Vùng đất bao phủ 87 km2 (33,6 dặm vuông Anh) và là khu tự quản Luân Đôn đông dân cư nhất. Ngay trung tâm là đô thị lịch sử Croydon, từ một thị trấn chợ nhỏ bé, nơi đây đã vùng lên phát triển thành một trong những khu vực đông đúc nhất Luân Đôn. Croydon là trung tâm cư dân của khu tự quản và là trụ sở của những văn phòng và trung tâm bán lẻ lớn nhất nằm tại phía đông nam của nước Anh, bên ngoài trung tâm Luân Đôn. Khu tự quản này hiện nay là một trong những trung tâm dẫn đầu về văn hoá, tài chính và kinh doanh. Ảnh hưởng của nó về giải trí và nghệ thuật góp phần tạo nên vị thế trung tâm thủ đô chính.

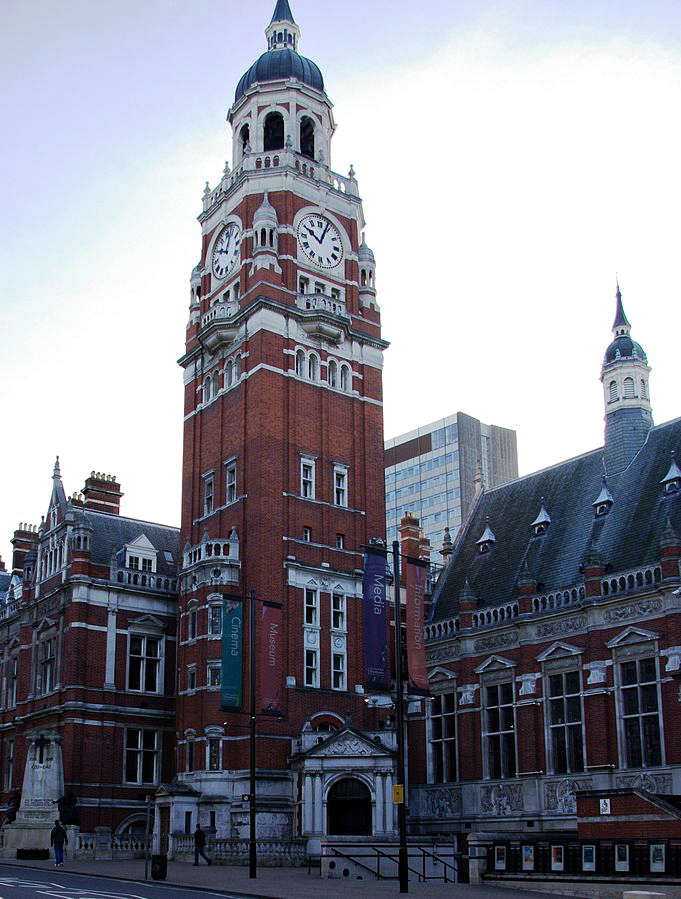
Toà nhà thị chính Victorian của Croydon

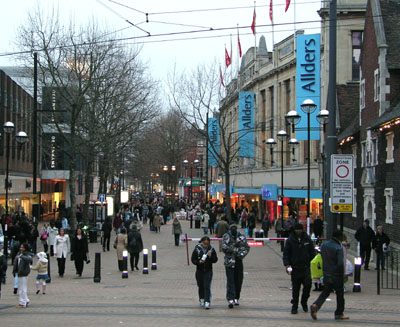
Con đường mua sắm North End

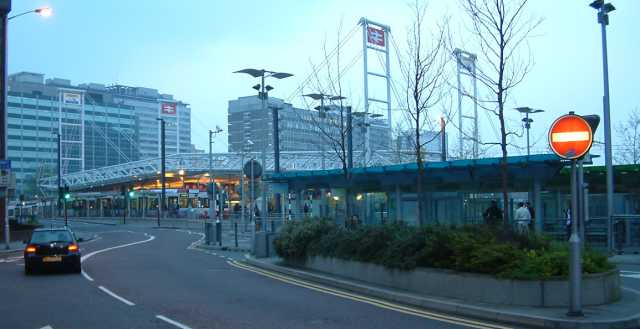
Nhà ga Đông Croydon

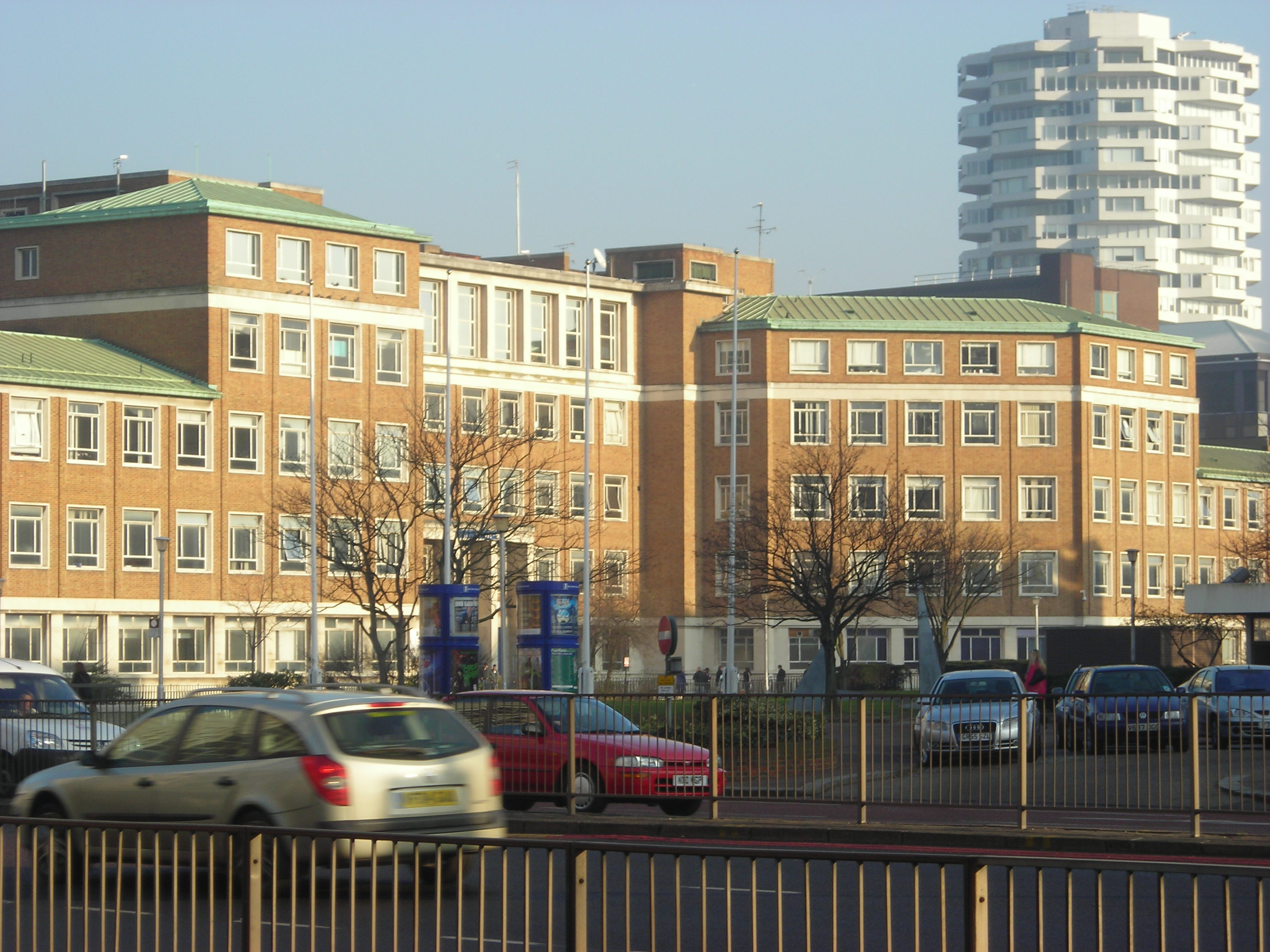
Toà nhà chính của Cao đẳng Croydon tại khu trung tâm Croydon

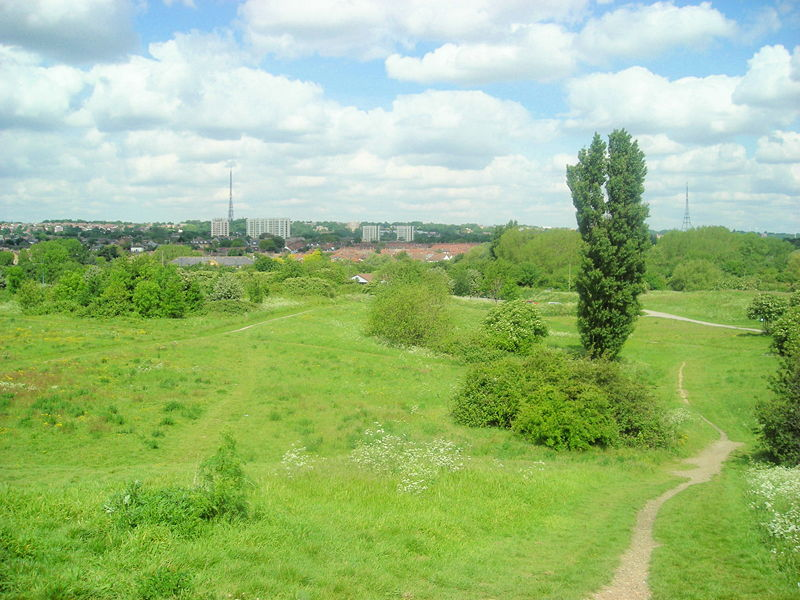
Công viên Quốc gia Nam Norwood